# 博讷维尔区
博讷维尔区（法語：Arrondissement de Bonneville）是法国奥弗涅-罗讷-阿尔卑斯大区上萨瓦省所辖的一个区。总面积1558.2平方公里，总人口188875，人口密度121人/平方公里（2018年）。主要城镇为博讷维尔。

## 辖区
博讷维尔区辖有60个市镇。